# 田中絹代
田中絹代（日语：／ Tanaka Kinuyo，1909年11月29日—1977年3月21日），日本大正時代、昭和時代重要的電影演員，也是日本影史第二位女導演，執導的首部電影為1953年的《戀文》。經常與小津安二郎、溝口健二、木下惠介等導演合作。小林正樹也受到她的指導。
1977年1月12日，田中絹代因劇烈頭痛而被緊急送往順天堂醫院，幾天后被診斷出患有腦瘤後失明。由於腦瘤惡化，她於3月21日下午2點15分去世，享年67歲。

## 亡故後的榮譽
每日電影獎於1985年設立田中絹代獎，表揚電影界傑出的女演員，第1屆獲獎者為吉永小百合。
1987年，日本導演市川崑將她的一生拍成電影《映畫女優》，並由吉永小百合飾演她。

## 導演作品
- 1953年：《戀文》
- 1955年：《月昇物語》
- 1955年：《永恆的乳房》
- 1960年：《流亡王妃》
- 1961年：《只有女人的夜晚》
- 1962年：《阿吟小姐》

## 演出作品
- 1924年：《元祿女》(導演：野村方亭、吉野二郎)
- 1924年：《村之牧場》(導演：清水宏)
- 1927年：《害羞的夢》(導演：五所平之助)
- 1927年：《真珠夫人》(導演：池田義信)
- 1928年：《陸地的王者》（導演：牛原虛彥）
- 1929年：《大都會 勞動篇》（導演：牛原虛彥）
- 1929年：《我畢業了，但……》(導演：小津安二郎)
- 1930年：《我落第了，但……》（導演：小津安二郎）
- 1930年：《年輕人為何還是哭泣》（導演：牛原虛彥）
- 1930年：《大小姐》（導演：小津安二郎）
- 1931年：《姊妹 後篇》（導演：池田義信）
- 1931年：《夫人與太太》(日本影史上第一部有聲片，導演：五所平之助)
- 1932年：《青春之夢今何在》（導演：小津安二郎）
- 1933年：《東京之女》（導演：小津安二郎）
- 1933年：《伊豆舞孃》(導演：五所平之助)
- 1933年：《非常線之女》（導演：小津安二郎）
- 1934年：《那個夜晚的女人》（導演：島津保次郎）
- 1935年：《琴與佐助》（導演：島津保次郎）
- 1935年：《人生的行李》（導演：五所平之助）
- 1937年：《女醫絹代先生》（導演：野村浩將）
- 1937年：《花籃之歌》（導演：五所平之助）
- 1938年；《母與子》（導演：澀谷實）
- 1938年：《愛染桂．前後編》(導演：野村浩将)
- 1939年：《加代的覺悟》（導演：島津保次郎）
- 1940年：《破曉祈禱》(導演：佐々木康)
- 1941年：《簪》（導演：清水宏）
- 1943年：《敵機空襲》（導演：野村浩將、吉村公三郎、澀谷實）
- 1944年：《陸軍》(導演：木下惠介）
- 1944年：《宮本武藏》（導演：溝口健二）
- 1945年：《必勝歌》（導演：溝口健二、清水宏、牧野正博、田坂具隆）
- 1945年：《三十三間堂箭術物語》（導演：成瀨巳喜男）
- 1946年：《女性的勝利》（導演：溝口健二）
- 1947年：《結婚》(導演：木下惠介)
- 1947年：《女優須磨子之戀》(導演：溝口健二)
- 1947年：《不死鳥》(導演：木下惠介)
- 1948年：《夜晚的女人們》(導演：溝口健二)
- 1948年：《風中的母雞》(導演：小津安二郎)
- 1949年：《四谷怪談》（導演：木下惠介）
- 1949年：《四谷怪談Ⅱ》（導演：木下惠介）
- 1949年：《我的愛在燃燒》（導演：溝口健二）
- 1950年：《婚約戒指》（導演：木下惠介）
- 1951年：《銀座化粧》(導演：成瀨巳喜男)
- 1951年：《武藏野夫人》(導演：溝口健二)
- 1952年：《西鶴一代女》(導演：溝口健二)
- 1952年：《母親》(導演：成瀨巳喜男)
- 1952年：《安宅家的人們》(導演：久松靜兒)
- 1952年：《秘密》（導演：久松靜兒）
- 1953年：《真摯》（導演：小林正樹）
- 1953年：《雨月物語》(導演：溝口健二)
- 1953年：《看見煙囪的所在》(導演：五所平之助)
- 1954年：《山椒大夫》(導演：溝口健二)
- 1954年：《謠言的女人》(導演：溝口健二)
- 1956年：《流》(導演：成瀨巳喜男)
- 1957年：《黃色公雞》
- 1957年：《異母兄弟》（導演：家城巳代治）
- 1958年：《楢山節考》（導演：木下惠介）
- 1958年：《彼岸花（日语：彼岸花 (映画)）》（導演：小津安二郎）
- 1962年：《放浪記》（導演：成瀨巳喜男）
- 1963年：《死戰傳說》（導演：木下惠介）
- 1965年：《紅鬍子》（導演：黑澤明）
- 1974年：《三婆》（導演：中村登）
- 1974年：《望鄉》（導演：熊井啟）--榮獲1975年柏林影展最佳女主角，日本第二位柏林影后。第一位是左幸子。
- 1976年：《大地的搖籃曲》（導演：增村保造）

## 外部連結
- 田中絹代の部屋（田中絹代メモリアル協会）
- キネマ旬報データベース「田中絹代」
- 日本映画データベース「田中絹代」 （页面存档备份，存于）
- Kinuyo Tanaka在互联网电影资料库（IMDb）上的資料（英文）
- 田中絹代在豆瓣上的资料（简体中文）